# Athylia signatoides
Athylia signatoides là một loài bọ cánh cứng trong họ Cerambycidae.